# Tomáš Liška
Tomáš Liška (* 27. října 1979 Rakovník) je český kontrabasista, baskytarista, skladatel a pedagog, žánrově rozkročen mezi jazzem, blues, world music, improvizovanou hudbou a folkem.
Všechna alba Tomáše Lišky postupně získaly nominace na ceny Anděl v kategoriích Jazz & Blues a World Music. Album Invisible World (2009, Animal Music) obdrželo cenu Tais Awards 2009.
Za album Hope (2020) získal Cenu Anděl 2020 v kategorii Jazz. Ve stejném roce dále získal Cenu Anděl za album Díl První od Roberta Křesťana & Druhé trávy v kategorii folk.
Tomáš Liška vystoupil na jazzových festivalech a v koncertních sálech po celém světě a je nositelem řady ocenění. V současné době tvoří většinu aktivit Tomáše Lišky koncerty se skupinou Druhá tráva a kvartetem Invisible World, který Tomáš Liška založil v roce 2017 a tvoří jej hráči ze Srbska (Nikola Zarić – akordeon), Turecka (Efe Turumtay – housle) a Česka (Kamil Slezák – alt. bicí a perkuse). Dalšími spoluhráči jsou např. David Dorůžka, Steve Walsh, Luboš Malina, Beata Hlavenková, Lenka Dusilová, Eternal Seekers nebo Mark Aanderud.

## Biografie
V letech 2000–2004 studoval kontrabas na Konzervatoři Jaroslava Ježka v Praze, pod vedením prof. Petra Kořínka. Poté až do roku 2007 pokračoval studiem na VOŠ při Konzervatoři Jaroslava Ježka u prof. Jaromíra Honzáka. V roce 2012 nastoupil na magisterský program na berlínské univerzitě Jazz Institut Berlin, kde studoval pod vedením amerických hráčů a pedagogů Grega Cohena a Johna Hollenbecka. Studium zakončil absolutoriem a šestivětou suitou Bercheros Odyssey, kterou později v roce 2014 vydal u vydavatelství Animal Music jakožto své třetí sólové album.
Už v roce 2005 se zúčastnil finále jazzové soutěže Getxo Jazz ve Španělsku s triem Davida Dorůžky. O dva roky později se účastnil mezinárodního jazzového workshopu v polském Lesznu pod vedením polských jazzových osobností jako Michal Tokaj, Piotr Baron, Piotr Wojtasik, Michal Baranski a Lukasz Zita. Zde byl oceněn titulem nejlepšího basisty workshopu. Následující rok se účastnil masterclass workshopu v Itálii pod vedením amerických jazzových hudebníků jako je Joey DeFrancesco, Benny Golson, Bobby Durham, Jimmy Cobb, Alberto Marsico a Buster Williams a i zde byl oceněn jako nejlepší basista dílny. Od téhož roku začal spolupracovat s interpretkou jihoamerické hudby Martou Töpferovou.
V roce 2009 se zúčastnil se skupinou Points 22. finále mezinárodní soutěže jazzových standardů v polské Siedlci a získal cenu poroty, současně získal první cenu na mezinárodní soutěži instrumentalistů v polské Lomže a také tento rok s kapelou Points vyhrál, jako první v České republice, mezinárodní jazzovou soutěž ve španělském Getxu. Do finále se Points dostali výběrem z více než 80 nahrávek z celé Evropy, Středního východu a Ruska. Dále získal cenu nejlepšího basisty na soutěži v belgickém Hoeilaartu. Points získali celkově druhé místo a trumpetista Miroslav Hloucal nejlepšího sólistu soutěže. Poté ještě v roce 2009 vydal u vydavatelství Animal Music své debutové CD pod názvem Invisible World. K nahrávání oslovil Davida Dorůžku na akustickou kytaru, Daniele di Bonaventuru na bandoneon a hosty Tomáše Reindla na tabla a zpěvačku Martu Töpferovou. Album bylo vybráno Českou jazzovou společností jako druhé nejlepší album roku 2009 a také získalo nominaci na hudební cenu Anděl 2009 v kategorii Jazz & Blues.
V následujících dvou letech absolvoval jako člen skupiny Druhá tráva několik turné po USA a v roce 2011 se skupinou Druhá tráva natočil alba Marcipán z Toleda a Shuttle To Bethlehem, která byla kladně přijata veřejností i odbornou kritikou. Album Marcipán z Toleda také získalo cenu kritiků Anděl 2011. Následovalo album Daily Specials, které vydal roku 2012 s americkým kytaristou a producentem Stevem Walshem. Následující rok vydal společně s Martou Töpferovou sólové autorské album Milokraj. Sbírka autorských písní čerpá z českého a moravského folklóru a dalších slovanských vlivů. Ke spolupráci byli přizváni Stano Palúch – housle, Marcel Comendant – cimbál a David Dorůžka – kytara. Album Milokraj získalo nominaci na hudební cenu Anděl 2013 v kategorii World Music. Roku 2014 pak vydal sólové album Bercheros Odyssey, za které byl nominován na cenu Anděl 2014. Představil zde novou koncepci psaní hudby, v sestavě komorního česko-německého kvinteta Pénte, s dechovými a smyčcovými nástroji.

## Diskografie (autorská)
- Invisible World, 2009, Animal Music
- Milokraj, 2013, Animal Music
- Bercheros Odyssey, 2014, Animal Music
- Fragile Bliss, 2016, Animal Music
- Invisible Faces, 2017, Animal Music
- Hope, 2020, Invisible Records

## Diskografie (jako spoluhráč)
- Radek Krampl, Vibe Fantasy, 2006, Cube Metier
- Věra Martinová, Věřím svým snům, 2006, Popron Music
- Nika Diamant, Achat, 2007
- S.O.I.L., Looking Back, 2008, MadDrum
- Lenka Dusilová & Eternal Seekers, 2008, Respekt Edition & Animal Music
- Points, Getxo Live, 2009, Errabal
- Matej Benko Quintet, Time Against Us, 2009, Arta Records
- Cuban Summer, Across The Feelings, 2009
- Private Earthquake, 2009
- Petr Hapka & Michal Horáček, Kudykam, 2009, Sony BMG
- Lenka Lichtenberg, Fray, 2010
- Points, 2010, Animal Music
- Tomáš Hobzek Quartet, Stick It Out, 2010, Animal Music
- Cyrille Oswald, The Wrong Present, 2010, Animal Music
- Robert Křesťan a Druhá tráva, Shuttle To Bethlehem, 2011, Indies Happy Trails
- Robert Křesťan a Druhá tráva, Marcipán z Toleda, 2011, Universal Music
- Steve Walsh, Daily Specials, 2012, Animal Music
- Robert Křesťan a Druhá tráva, Živě v Telči, 2012, Parlophone
- Pavel Bobek, Kruhy, 2012, Parlophone
- Kon Sira, 2013, Good Day Publishing
- Robert Křesťan a Druhá tráva, Pojďme se napít, 2013, Parlophone
- Žamboši, Pól nedostupnosti, 2014
- Turumtay & Zarić, Ad Spem, 2015, Lotus Records
- Robert Křesťan a Druhá tráva, In Concert, 2015, Indies
- Zuzana Dumková, Kompas, 2015, Amplion
- Points Rataj Quintet, 2016, 100Promotion
- Mamatohe, 2016, Animal Music
- Lenka Lichtenberg, Masaryk – národní písně, 2017
- Michal Nejtek, 8 for 3 and 4, 2017
- Tomáš Hobzek Quartet, Supernatural Phenomena, 2019
- Vladimír Václavek, Fly..., 2020
- Moonshye, 2020
- Robert Křesťan & Druhá tráva, Díl první, 2020
- Robert Křesťan & Druhá tráva, Díl druhý, 2022

## Ocenění
- 2007 – Cena kontrabasisty workshopu, Leszno, Polsko
- 2008 – Cena kontrabasisty masterclas workshopu, Itálie
- 2009 – Cena poroty, soutěž jazzových standardů, Points, Siedlce, Polsko
- 2009 – Absolutní vítěz soutěže, Points, Getxo, Španělsko
- 2009 – Kontrabasista soutěže, Points, Hoeilaart, Belgie
- 2009 – Nominace na cenu Anděl (Jazz & Blues), za album Invisible World
- 2010 – Druhé nejlepší album roku, Česká jazzová společnost, za album Invisible World
- 2011 – Cena Anděl za album Robert Křesťan & Druhá tráva Marcipán z Toleda
- 2013 – Nominace na cenu Anděl (World Music) za album Milokraj
- 2014 – Nominace na cenu Anděl (Jazz & Blues) za album Bercheros Odyssey
- 2016 – Nominace na cenu Anděl (Jazz & Blues) za album Fragile Bliss
- 2017 – Nominace na cenu Anděl (Jazz & Blues) za album Invisible Faces
- 2020 - Cena Anděl v kategorii Jazz za album Hope (Invisible Records)